# República Socialista de Croacia
La República Socialista de Croacia, abreviado como RS de Croacia (en serbocroata: Socijalistička Republika Hrvatska, Социјалистичка Република Хрватска), fue una república constituyente de la antigua República Federativa Socialista de Yugoslavia. Fue denominada inicialmente como Estado Federado de Croacia (Федерална Држава Хрватска, Federalna Država Hrvatska) entre 1943 y 1945, y como República Popular de Croacia (Народна Република Хрватска, Narodna Republika Hrvatska) entre 1945 y 1963. Creada en la RFS de Yugoslavia en 1944, fue dirigida desde aquella época por el Partido Comunista de Yugoslavia, liderado por el partisano Josip Broz Tito. Croacia se convirtió así en parte de una federación de seis entidades.

## Historia

### Bajo el socialismo
Bajo el nuevo sistema socialista, se estatiza toda propiedad privada. En consecuencia, tanto los antiguos terratenientes como la Iglesia católica (la confesión mayoritaria del país) pierden todas sus propiedades. Croacia pasó por un gran proceso de reconstrucción con el fin de restablecerse de la Segunda Guerra Mundial. Un fenómeno notable durante este proceso fueron las obras públicas voluntarias, que reunieron a los jóvenes para la construcción de carreteras y de otras instalaciones públicas.
Las tendencias después de 1965 conducen a la llamada Primavera Croata de 1970 y 1971, cuando varios estudiantes y académicos de Zagreb organizan manifestaciones para reivindicar más libertades civiles y una mayor autonomía para Croacia, así como diversas reivindicaciones de corte nacionalista. El régimen de Tito reprime las protestas públicas y encarcela a sus cabecillas, temiendo que estas protestas significasen un resurgimiento del nacionalismo croata que el régimen socialista trataba de evitar, pero varios miembros croatas de la Liga de los Comunistas de Yugoslavia apoyaron la causa a título individual. En 1974 se ratifica una nueva Constitución yugoslava, que dio más derechos a las repúblicas que conformaban el país, tratando de impedir nuevas manifestaciones nacionalistas.

### Muerte de Tito
En 1980, tras la muerte de Tito, empiezan a crecer las dificultades políticas y económicas, por lo cual el Gobierno federal yugoslavo en Belgrado empieza a resquebrajarse. La federación era próspera hasta la caída del socialismo, y Croacia era la segunda más rica de las seis repúblicas, solamente por detrás de Eslovenia. Sin embargo, probablemente a causa del final inminente de la Guerra Fría y de todos los sutiles beneficios que Yugoslavia sacaba de ella, la inflación se disparó. El último primer ministro de la Yugoslavia federal, Ante Marković (croata), pasó dos años aplicando diferentes reformas económicas y políticas. Los esfuerzos de su Gobierno tuvieron éxito en apariencia, pero acabaron fracasando.
Las tensiones étnicas crecieron, teniendo como consecuencia el fin de la existencia de Yugoslavia como tal, que se consumaría en 2006 con la independencia de Montenegro, aunque oficialmente la República Federal de Yugoslavia se disolvió en 2003. La crisis incipiente en Kosovo, el memorándum nacionalista de la Academia Serbia de Ciencias y Artes, el ascenso de Slobodan Milošević como presidente de Serbia y todo lo que siguió provocaron reacciones muy negativas en Croacia. Las antiguas divisiones afloraron a la superficie y los croatas expresaban cada vez más sus sentimientos nacionalistas y su oposición al régimen de Belgrado.
El 17 de octubre de 1989 el grupo de rock Prljavo Kazalište da un gran concierto para cerca de 250 000 personas en la plaza principal de Zagreb. A la luz de la inestable situación política, su canción Mojoj majci ("A mi madre") impresionó particularmente a las personas que se encontraban allí, a causa del patriotismo expresado en la canción. El autor habla de la "Última Rosa de Croacia" para designar a su madre.

### Nueva política constitucional
En 1990, en el XIV Congreso de la Liga de los Comunistas de Yugoslavia celebrado en Liubliana (Eslovenia), la delegación serbia dirigida por Milošević insiste en reemplazar la política constitucional de 1974 (que otorgaba una gran autonomía a las repúblicas constituyentes) por una nueva política de "una persona, un voto", que desplazaría el poder político a las manos de la población mayoritaria, es decir, los serbios. Como respuesta, las delegaciones de Eslovenia y Croacia (dirigidas respectivamente por Milan Kučan e Ivica Račan) abandonan el Congreso como protesta, lo que marca la ruptura irreconciliable de la Yugoslavia federal y socialista.
Los serbios, que constituían el 12 % de la población de Croacia, rechazaron la idea de separarse de Yugoslavia. Los políticos serbios temían la pérdida de la influencia de la que gozaban por su pertenencia a la Liga de los Comunistas de Croacia (tildada de desproporcionada por los croatas). Los recuerdos de la Segunda Guerra Mundial son manipulados y explotados por el régimen, cada vez más beligerante, de Milošević en Belgrado.
A medida que Milošević y los suyos se aprovechaban del resurgimiento del nacionalismo serbio a través de Yugoslavia, hablando de combates contra Serbia, el emergente dirigente croata Franjo Tuđman evoca la idea de hacer de Croacia un Estado independiente. La utilización de los grandes medios de comunicación permitió la difusión rápida de la propaganda en favor del jingoísmo, que suscitó un sentimiento de miedo en la población y creó un clima de tensión importante.
En marzo de 1990, el Ejército Popular Yugoslavo (JNA) se reúne con la Presidencia de Yugoslavia (un consejo compuesto por 8 miembros que representaban las 6 repúblicas y las 2 provincias autónomas) en un intento de convencerles para que proclamaran el estado de emergencia que permitiría al Ejército tomar el control del país. Los representantes de Croacia (Stjepan Mesić), Eslovenia (Janez Drnovšek), Macedonia (Vasil Tupurkovski) y Bosnia-Herzegovina (Bogić Bogićević) votaron en contra. Los otros votaron a favor, y la igualdad del sufragio retrasó un poco la agravación del conflicto.

### Política
Políticamente, los croatas siempre habían sido minoritarios en Yugoslavia comparados con los serbios. Sin embargo el mariscal Tito, croata de nacimiento, adopta una política prudentemente elaborada para administrar las ambiciones conflictivas tanto de serbios como de croatas: de esta manera se reprime el nacionalismo de cada lado, advirtiendo que ello pondría en peligro la unidad de Yugoslavia, considerando que promover el nacionalismo sería un delito de traición. La Constitución yugoslava de 1963, la que hizo de "República Federal Socialista de Yugoslavia" el nombre oficial del país, no permitió a los serbios controlar todo el poder político. Los croatas participaban en la política estatal al más alto nivel: cinco de los nueve primeros ministros de la Yugoslavia socialista eran croatas. Los serbios, por su parte, dominaban principalmente los servicios secretos y el Ejército Popular Yugoslavo (JNA), donde la mayoría de los generales eran serbios o montenegrinos.

### Religión

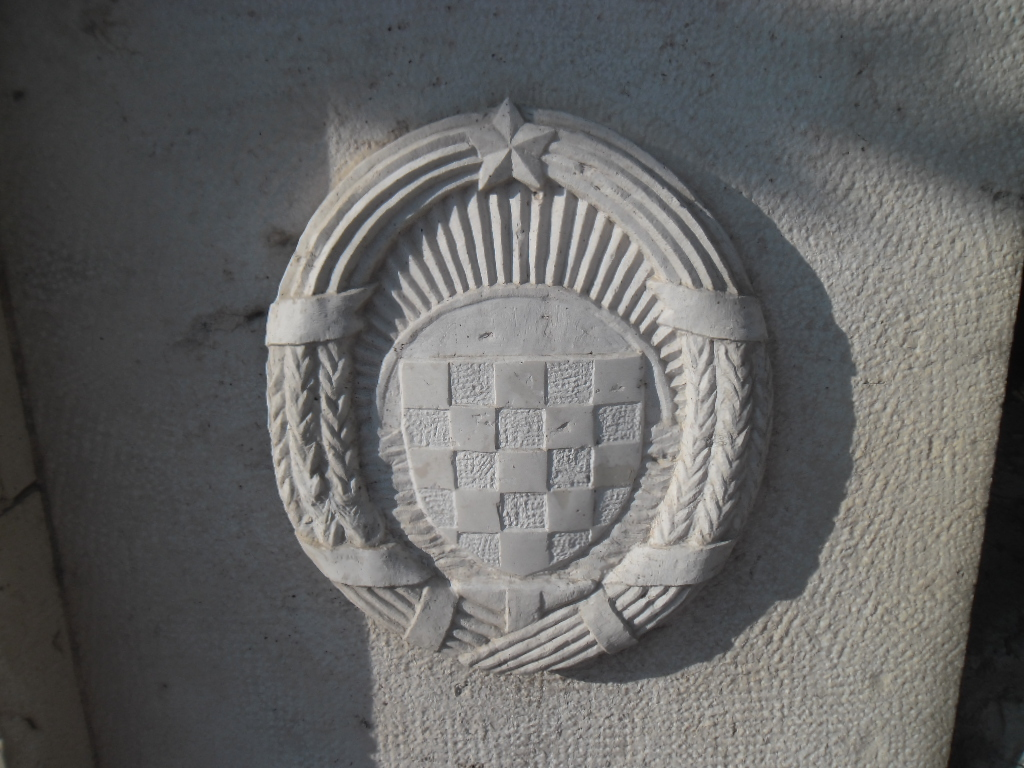
Grabado en piedra del sello de la República Socialista de Croacia.

Debido a las conflictivas relaciones entre la Ciudad del Vaticano y los oficiales comunistas yugoslavos, no se nombraron clérigos católicos en la República Socialista de Croacia hasta la década de 1960. Este hecho dejó a las diócesis de Križevci, Đakovo-Osijek, Zadar, Šibenik, Split-Makarska, Dubrovnik, Rijeka y la de Poreč-Pula sin sus obispos por varios años. Desde mediados de la década de 1950, sólo cuatro obispos fueron nombrados en Croacia en tres diócesis: Aloysius Stepinac, Franjo Salis-Seewiss, Miho Pušic, y Josip Srebrnič.
Muchos clérigos católicos fueron objeto de la persecución por parte de las autoridades comunistas, tales como el Arzobispo de Zagreb, Aloysius Stepinac, quien fue arrestado el 16 de septiembre de 1946. Fue sentenciado a 16 años de pena privativa de la libertad, pero en diciembre de 1951 se le conmuta su pena por la de arresto domiciliario, siendo vigilado estrechamente en su residencia en Krašić, cerca a Jastrebarsko, donde fallece en 1960.
|                                                           |
| Bandera usada durante la segunda guerra mundial (1943–45) |

|                                                           |
| Emblema usado durante la segunda guerra mundial (1943–47) |

## Economía
La economía evolucionó a un tipo de socialismo llamado "autogestionario" (samoupravljanje), en el que los trabajadores tenían derecho a una parte de los beneficios de las empresas administradas por el Estado. Este socialismo de mercado permitió unas mejores condiciones económicas que las conseguidas en la mayoría de los países del bloque comunista. Croacia, siendo un gran asiento de la industria de pre-guerra, experimenta así una importante industrialización, sobre todo en el periodo entre 1960 y 1980, y la cuenca industrial de Zagreb alcanza e incluso supera a la de Belgrado. Las fábricas y otras organizaciones llevan a menudo el nombre de partisanos que son declarados Héroes Nacionales de Yugoslavia. Al mismo tiempo, la costa adriática croata se consolida como un popular destino turístico, especialmente entre los propios yugoslavos.

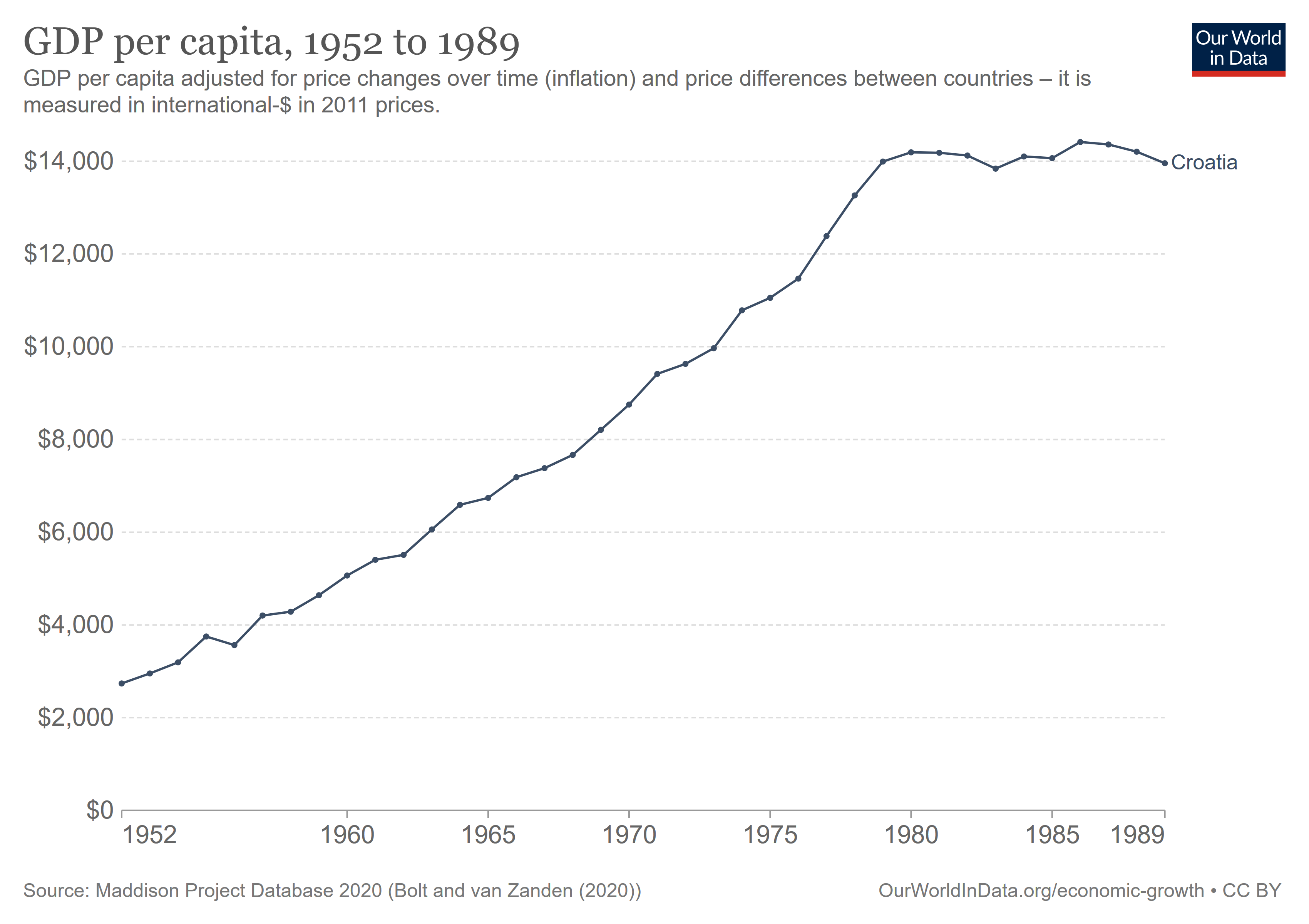
PIB per cápita de la Republica Socialista de Croacia y su evolución en la etapa socialista

### Modelo económico y teórico
La economía de la RFS de Yugoslavia, y a su vez; la de la República Socialista de Croacia estuvo inicial y fuertemente influenciada por el modelo soviético. Así como el Partido Comunista de Yugoslavia era miembro de la Internacional Comunista, los comunistas yugoslavos vieron que la única vía de redesarrollar su industria era la de adoptar el modelo de la Unión Soviética, y que el socialismo era la única opción para recrear la economía y así fundar el estado de corte socialista. En los primeros años de la Yugoslavia socialista, los miembros comunistas se contuvieron al manifestar su criticismo a la teoría soviética y crearon una gran simpatía hacia estos.
En la Croacia socialista, generalmente se mantuvo el rol centralista del estado, siendo el centralismo la única vía de evitar cualquier connato de crisis económica, la que sin el estado siendo el rector y principal arquitecto de dicha reindustrialización; como propietario de los bienes de producción, del capital y de la administración se hubiese dado tras el fin de la guerra, y el control sin éstas herramientas hubiera sido imposible, así como el acumular vastos recursos, tanto materiales como humanos, para el notable desarrollo económico de la postguerra.
Desde cada país, que a la fecha estaban subdesarrollados; se le solicita desde la Unión Soviética que, cada nación destine grandes cantidades de recursos con el fin de iniciar su reindustrialización, y Yugoslavia estuvo junto a los comunistas soviéticos y sus requerimientos que eran de la única forma en que podrían salvar su decrépita economía, así como la de Yugoslavia en general. Así, su ideología incluía la eliminación de la propiedad privada y su consecuente sector, así como creyeron que tal modelo económico estaba haciendo un desperdicio históricamente reprochable de capacidades y recursos.

### Economía durante la guerra
El primer proceso de nacionalización se dio un 24 de noviembre de 1944, cuando los partisanos le quitaron las propiedades a sus enemigos. Las primeras víctimas de dichas confiscaciones fueron los ciudadanos considerados invasores (alemanes, croatas leales a la ustacha, húngaros) y a los criminales de guerra, pero no mucho después, las propiedades de los 199,541 alemanes que habitaban dicho territorio, en sí la íntegra totalidad de la minoría alemana en Croacia, fue requisada, en lo que se incluye un total de 68,781 hectáreas de tierras. Hasta el final de la guerra, el estado controlaba el 55 % de la industria, 70 % de la minería, el 90 % de la industria siderúrgica y el 100 % de la industria petrolífera.

### Renovación de la economía
En la RS de Croacia, las pérdidas y daños tanto materiales como humanos fueron altos. En el transcurso de la guerra, la RS de Croacia perdió a 298,000 ciudadanos, el 7,8 % de su población total. A causa de los 4 años de sublevación partisana, los constantes bombardeos, la sobre-expoliación sobre los cultivos, tierras y demás recursos agrícolas, la destrucción de la infraestructura vial e industrial, el nuevo gobierno entró directamente en un estado de caos económico. El campesinado, que suministró víctimas a todas las partes en conflicto durante la guerra, perdió grandes cantidades, y sobre todo, las pérdidas humanas de civiles especializados también fueron altas. Los daños a la industria en Yugoslavia fueron los más graves en toda Europa, siendo la RS de Croacia una de las más perjudicadas en comparación con las otras repúblicas de Yugoslavia, aparte de Serbia, Bosnia-Herzegovina y Montenegro. Las directivas comunistas, en orden de prevenir las hambrunas, los desórdenes y el caos total, debían tomar medidas extraordinarias. Yugoslavia carecía de obreros, y en especial; de trabajadores calificados, por lo que la renovación de la industria y de la economía se basaron inicialmente en las labores de trabajo voluntario de masas, tras el cual y de heccho, se consiguió dotar de personal mediante trabajadores forzados, así como hubo cierto llamamiento a la población en general para su ayuda en dichas labores. 